# علی شاکری
علی شاکری یک تاجر و کنشگر ایرانی و آمریکایی است. وی با مدرک مدیریت بازرگانی از دانشگاه تگزاس فارغ‌التحصیل شد. وی در شورای مشورتی جامعه در مرکز ایجاد صلح شهروندان در دانشگاه کالیفرنیا، ارواین خدمت می‌کند. شاکری یکی از چهار ایرانی-آمریکایی بود که در مه ۲۰۰۷ توسط دولت ایران بازداشت شد.
شاکری همچنین یکی از اعضای مؤسس و فعال اتحاد جمهوری‌خواهان ایران بوده‌است که طرفدار یک جمهوری دموکراتیک و سکولار در ایران است.
در سال ۲۰۰۷ شاکری برای دیدار با مادرش به ایران رفت. در ۸ مه ۲۰۰۷، در حالی که در ایران بود توسط دولت ایران بازداشت شد، او یکی از چهار آمریکایی بود که بازداشت شده بود. بقیه کیان تاجبخش، هاله اسفندیاری و پرناز عظیما بودند. در ۸ ژوئن ۲۰۰۷، آژانس خبری دانشجویان ایران بازداشت را تأیید کرد. وی در ۲۵ سپتامبر ۲۰۰۷ آزاد شد.